# Franz Schoo
Franz Schoo (* 18. September 1899 in Lohne, Landkreis Lingen; † 5. Juni 1970 in Nordhorn) war ein römisch-katholischer deutscher Politiker (CDU). Er war von 1951 bis 1955 Mitglied des Niedersächsischen Landtages.

## Leben
Schoo besuchte die Volksschule und arbeitete danach bis 1917 als landwirtschaftlicher Arbeiter. Danach war er bis 1919 im Reichsbahnausbesserungswerk in Lingen tätig. Im Jahr 1919 trat er der christlichen Gewerkschaft bei und arbeitete wieder bis 1925 in der Landwirtschaft. Ab 1925 war Schoo bei der Firma Niehues & Dütting in Nordhorn als Wachmann beschäftigt. 
Im April 1949 wurde er erster Vorsitzender der Industriegewerkschaft Textil-Bekleidung (GTB) der Verwaltungsstelle Nordhorn. Da Nordhorn einer der größten westdeutschen Textilstandorte war, gehörte er zu den einflussreichsten Funktionären dieser Gewerkschaft. Vor Ort kämpfte er zusammen mit den sozialdemokratischen Gewerkschaftern gegen die in Nordhorn sehr aktiven Kommunisten, geriet dabei aber unter Druck vor allem der katholischen Arbeiter, die dem DGB auf Landes- und Bundesebene eine einseitige Ausrichtung auf die SPD vorwarfen und sich über katholikenfeindliche Äußerungen und politische Stellungnahmen vor allem von führenden Landesgewerkschaftern beklagten. So trennten sich viele katholische Textilarbeiter in Nordhorn 1956 vom GTB und schlossen sich der neuen Christlichen Gewerkschaft an. Schoo verlor dadurch in der örtlichen GTB entscheidend an Rückhalt, wodurch nun SPD-Funktionäre in die örtlichen Spitzenpositionen einrücken konnten.
Schoo war Mitgründer des CDU-Kreisverbandes in der Grafschaft Bentheim. Von 1946 bis 1948 war er Ratsmitglied der Stadt Nordhorn und zudem stellvertretender Bürgermeister. In der zweiten Wahlperiode war Schoo vom 6. Mai 1951 bis zum 5. Mai 1955 Mitglied des Niedersächsischen Landtages. Schoo fungierte als langjähriger Vorsitzender der Nordhorner Ortsgruppe der Katholischen Arbeitnehmer-Bewegung und gehörte dem CDU-Kreisvorstand Grafschaft Bentheim an.